# ミュージックシティ天神
ミュージックシティ天神 (MUSIC CITY TENJIN、略称MCT)とは、毎年9月下旬に福岡市の繁華街である天神で行われる九州最大級の音楽フェスティバルである。主催は、福岡市のメディア各社（エフエム福岡、ラブエフエム国際放送、西日本新聞社、西日本鉄道、西鉄エージェンシー）と天神の各事業者で組織する「ミュージックシティ天神実行委員会」。協力は、福岡市が地区内の商業者や企業、地域団体等とともに2006年4月13日設立した「We Love 天神協議会」。

## 概要
天神のまちの活性化と福岡の音楽的環境の向上を目ざして、2002年よりスタートした。開催は基本的に9月下旬。ただし第4回（2005年）から第10回（2011年）までは10月開催であった。
福岡市役所西側のふれあい広場をメインステージに、警固公園やソラリアプラザをはじめ天神各所に多数の特設ステージ（STREET STAGE）が設置される。ステージにはプロ・アマを問わず多くのアーティストが出演し、ライブ観覧はすべて無料である（ただし後述の「Music Go Around」のチケットは有料）。2017年は約130組のアーティストが市内の全9ステージに出演し、観客数109,300人を動員した。
2013年からはイベントの開催にあわせ、市内のカフェやバー、ライブハウスなどでも音楽にちなんだイベントを開催。これらは2014年に企画名「Music Go Around」として公式に位置付けられ、一枚のチケットで協賛各店を巡ることができるサーキットイベントとなっている。また期間中には独自に音楽イベントを行う会場も多く、市内各地で様々なイベントが行われている。
2014年からは次代の音楽シーンを担う人材をまちぐるみで育てる「Road to MCT」も実施。グランプリを獲得すればメインステージに立てるという企画で、出演アーティストは公募である。なお、STREET STAGE部門も公募を受け付けている。
2017年、街あるきアプリ「PASS（パス）」を公式ガイドマップアプリとして認定し、開催期間中特設ステージの進行状況をリアルタイムで発信している。
9月にはミュージックシティ天神をはじめ、中洲ジャズ、FUKUOKA ASIAN PICKS（ASIA MUSIC FOUNDから変更）、糸島市で開催されるサンセットライブ、2014年より博多駅商店連合会の主催で始まった九州ゴスペルフェスティバルなど、福岡周辺に音楽関連イベントが集中している。そのため2014年より「We Love 天神協議会」では9月の一ヶ月を「福岡ミュージックマンス」と位置づけ、福岡市の協力のもと、“音楽都市ふくおか”を全国・アジアに向けて発信する試みを打ち出している。
2020年以降、新型コロナの流行に伴い、従来の形式での開催が困難となった。2020年はオンラインでの開催となり、2021年から2023年まではリアルイベント・オンラインともに開催されず、2024年に再開された。

## ラジオ番組
毎年開催に合わせて、かつては福岡のFM4局(エフエム福岡、CROSS FM、LOVE FM、FREE WAVE TENJIN FM)ネットのラジオ番組「MUSIC CITY TENJIN」が放送されていた。2008年度開催時にはTVQ九州放送で1時間の特別テレビ番組が放送された。2017年度開催時にはLOVE FMにてオフィシャル番組「椎葉ユウはMCT」が放送された。